# Симфонија број 5 (Густав Малер)
Пета симфонија је симфонија Густава Малера за велики симфонијски оркестар у 5 ставова.
То је прва Малерова симфонија из његовог средишњег, зрелог симфонијског периода, кога ће затим чинити шеста („трагична“) и седма („песма ноћи“). Има сличну формалну структуру као седма (5 ставова), образујући са њом бочне делове симфонијске трилогије, док је шеста њен средишњи, најдраматичнији део. Све ове три симфоније су чисто инструменталне, тако да су и по томе сродне.

## Историја
Малерова пета симфонија је настала током 1901. и 1902. године, и прерађена 1904. Још једном је Малер направио измене 1911. Симфонија је имала премијеру 18. октобра 1904. у Келну. Пријем међу публиком је био млак. Дириговао је сам композитор. Малер је овако прокоментарисао премијеру:
Нико је није разумео. Волео бих кад бих могао да диригујем првим извођењем педесет година после моје смрти.
Симфонија садржи пет ставова разврстаних у три групе, међусобно сродне по тематском материјалу. Први део образују први и други став, други део чини трећи став, док четврти и прети став представљају трећи део. Симфонија укупно траје 70 минута. Састав оркестра је врло раскошан и обилује снажним звучним набојима, посебно међу дувачима и удараљкама.
Мрачан тон симфоније је последица проблема са здрављем које је Малер доживео 1901, када је умало умро од унутрашњег крварења. Овај близак сусрет са смрћу је била инспирација за 5. симфонију.
Пета Малерова симфонија спада у његова најомиљенија дела. Адађето (4. став) је централна музичка тема филма Смрт у Венецији Лукина Висконтија.

## Карактеристике

### Тоналитет
У неки музичким издањима ова симфонија се означава као симфонија у цис-молу, по тоналитету првог става. Оваква ознака игнорише теорију о „прогресивном тоналитету“ коју је Малер примењивао као иновацију у односу на класичну теорију симфоније. Сам композитор је тврдио да тоналитет првог става није доминантни тоналитет ове симфоније.

### Опис
Први став је посмртни марш са упутством: „У умереном покрету, строго као предводник“ (Trauermarsch. In gemessenem Schritt. Streng. Wie ein Kondukt (cis-Moll)). То је бунтован став који као да проповеда о мраку живота, а унутар маршевске тематике појављују се и светлија места која указују да се живот може обасјати светлошћу вере. Други став носи ознаку: „Силовито, са највећом жестином“ (Stürmisch bewegt. Mit größter Vehemenz (a-Moll)). У бурном покрету овај став развија тему посмртног марша дајући му још озлојеђенији и снажнији ток.
Трећи став је скерцо: „Снажно, али не брзо“ (Scherzo. Kräftig, nicht zu schnell (D-Dur)). То је најопсежнији део симфоније, а овај скерцо (који има мало заједничког са својим жанром) има чак два трија у шеми: A-B-A-C-A-B-A. Завршетак става је посебно снажан и драматичан.
Управо је четврти став (Adagietto. Sehr langsam (F-Dur), „Веома лагано“), најпопуларнији део симфоније, који се често изводи као засебни концертни комад. Изводе га харфа и гудачки ансамбл у присном расположењу. Његова звучна измаглица, изразита тонска рафинираност и распеваност, бујност мелодије насупрот угушеном ритмичком покрету постаје сушта супротност тематици околних ставова и представља музички предах. У правом смислу речи то је музика из снова, снова о некадашњој срећи. Малер је овај став написао под утицајем емоција насталих венчањем са Алмом Шиндлер. Овај став се мора изводити изразито прецизно, тонски савршено извајано. После интимног предаха, следи пети став, рондо-финале (Rondo-Finale. Allegro - Allegro giocoso. Frisch (D-Dur)), ритмички буран и разигран. У таквом покрету, који изнова опомиње на мрак егзистенције и потребу његовог превазилажења, овај став закључује пету симфонију.